# David D. Newsom

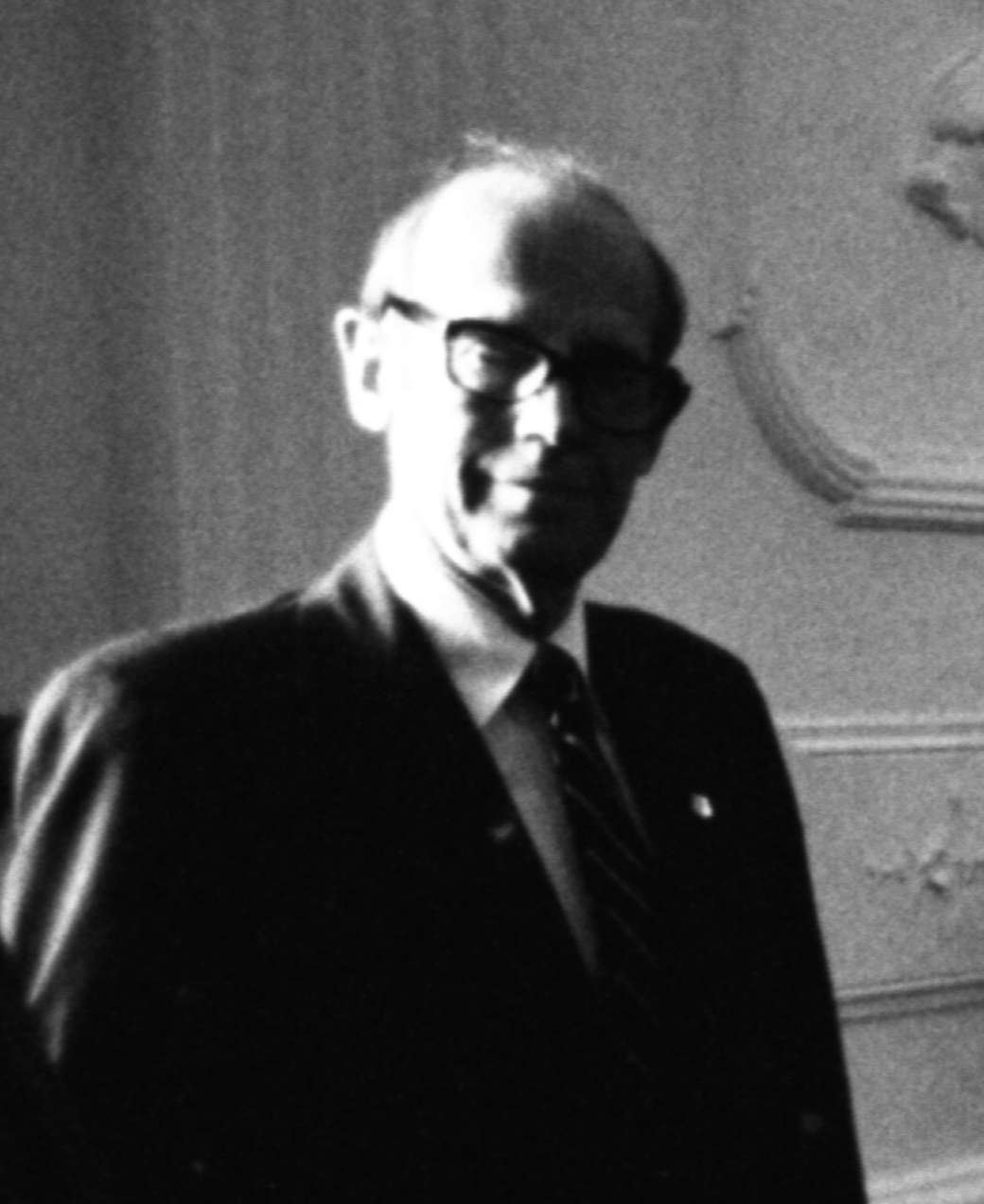
David D. Newsom (1975)

David Dunlop Newsom (* 6. Januar 1918 in Richmond, Kalifornien; † 30. März 2008 in Charlottesville, Virginia) war ein US-amerikanischer Diplomat, der als United States Under Secretary of State für politische Angelegenheiten den dritthöchsten Posten im Außenministerium der Vereinigten Staaten bekleidete.

## Leben
Nach dem Schulbesuch studierte Newsom Anglistik an der University of California in Berkeley und erwarb dort 1938 einen Bachelor of Arts (A.B. English). Ein anschließendes postgraduales Studium der Journalistik an der Columbia University schloss er 1940 mit einem Master of Science (M.S. Journalism) ab. Nachdem er während des Zweiten Weltkrieges zwischen 1942 und 1946 seinen Militärdienst in der US Navy abgeleistet hatte, trat er nach dem Besuch der American Academy of Diplomacy in den diplomatischen Dienst ein und wirkte zwischen 1947 und 1950 als Vizekonsul in Karatschi. Nach einer anschließenden Verwendung als Vizekonsul in Oslo war er von 1951 bis 1955 Konsul in Bagdad sowie zeitgleich von 1953 bis 1955 Referent für öffentliche Angelegenheiten der neugegründeten US Information Agency.
Nach seiner Rückkehr in die USA war er von 1955 bis 1959 verantwortlicher Referent für Angelegenheiten der arabischen Halbinsel im Außenministerium sowie nach einer weiteren Verwendung im State Department von Oktober 1965 bis Juni 1969 als Nachfolger von E. Allan Lightner, Jr. Botschafter in Libyen. Im Anschluss kehrte er wieder ins State Department zurück und war dort zwischen Juli 1969 und Januar 1974 Assistant Secretary of State für Angelegenheiten Afrikas. Im Februar 1974 wurde er erst Nachfolger von Francis Joseph Galbraith als Botschafter in Indonesien und dann im November 1977 von William H. Sullivan als Botschafter in den Philippinen.
Zuletzt bekleidete Newsom von April 1978 bis Februar 1981 als Under Secretary of State für politische Angelegenheiten den dritthöchsten Posten im Außenministerium der Vereinigten Staaten. In dieser Funktion spielte er eine maßgebliche Rolle bei den Verhandlungen zur Beendigung der Geiselnahme von Teheran.
Nach seinem Ausscheiden aus dem diplomatischen Dienst wurde Newsom, der sich auch im Council on Foreign Relations engagierte, beigeordneter Dekan der School of Foreign Service an der Georgetown University. Zuletzt war er von 1991 bis 1998 Professor für internationale Studien und Diplomatie an der University of Virginia sowie zeitgleich Direktor des dortigen Instituts für die Studien der Diplomatie.

## Veröffentlichungen
Newsom war außerdem Kolumnist bei der Tageszeitung The Christian Science Monitor und veröffentlichte außerdem einige Bücher zu außenpolitischen Themen. Zu seinen wichtigsten Büchern gehören:
- The Soviet Brigade in Cuba: A Study in Political Diplomacy (1987)
- Diplomacy and the American Democracy (1988)
- The Public Dimension of Foreign Policy (1996)
- The Imperial Mantle: The United States, Decolonization, and the Third World (2001)